# Книга Урантії

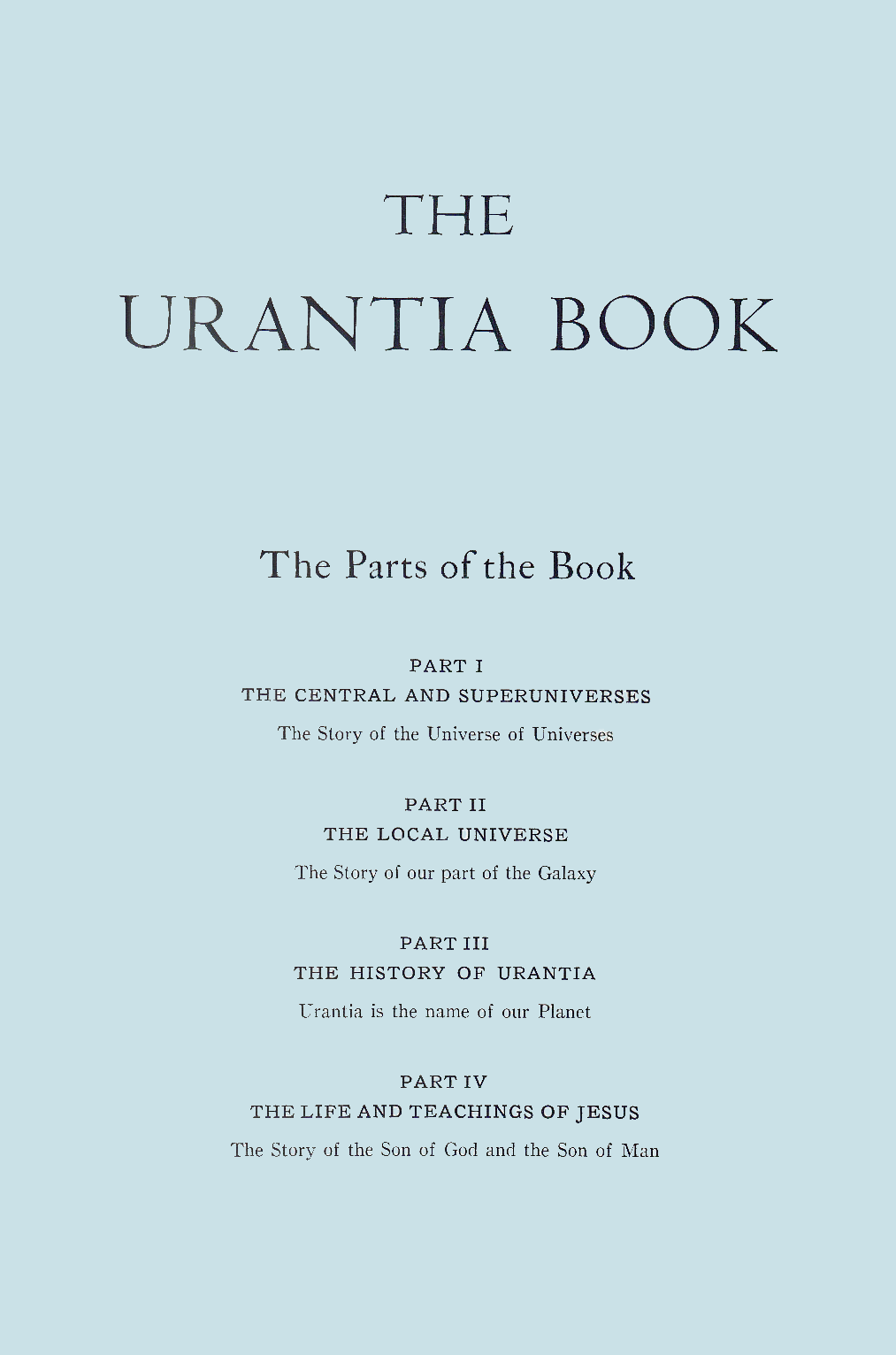
The Urantia Book (1955)

Кни́га Ура́нтії (англ. The Urantia Book) — книга на духовну, філософську та релігійну тематику, де у вигляді релігійного откровення розповідається про природу Бога, космологію, походження і призначення людства, викладається детальна біографія Ісуса Христа і його вчення. Вперше Книга Урантії була опублікована в Чикаго (США) у жовтні 1955 року англійською. Авторство Книги Урантії є предметом дискусій. Поява книги пов’язана із діяльністю американського психіатра Вільяма Седлера.
Публікація Книги Урантії призвела до створення організацій «The Urantia Book Fellowship», Фонду Урантія (англ. Urantia Foundation) і у подальшому — Міжнародної Урантійської Асоціації (англ. Urantia Association International), які з часу їх заснування функціонують у якості громадських неприбуткових організацій, опікуючись долею Книги Урантії і її вчень
До 2024 року Книга Урантії перекладена мінімум на 28 інших мов світу; переклади Книги Урантії опубліковано і розміщено у вільному доступі на офіційному сайті Фонду Урантія. Переклад Книги Урантії на українську мову триває. Згідно твердження «Міжнародної Урантійської асоціації», читачі і послідовни Книги Урантії знаходяться в 56 країнах світу.